# Eereteeken voor Meester-Scherpschutter op geweer der Koninklijke Marine
Het Eereteeken voor Meester-Scherpschutter op geweer der Koninklijke Marine werd door Koningin Wilhelmina der Nederlanden ingesteld in een Koninklijk Besluit van 8 september 1906. Op 7 oktober 1912 werd dat besluit aangevuld en gewijzigd. Het ereteken werd tot 1940 eenmaal per jaar uitgereikt aan de winnaar van de jaarlijks gehouden schietwedstrijd van de Koninklijke Marine.
De onderscheiding is nooit opgeheven maar werd na de bevrijding niet meer toegekend.
Het ereteken heeft de vorm van een verguld zilveren krans waarop twee gekruiste geweren en een staand onklaar anker zijn gelegd. Het geheel wordt gedekt door een verguld zilveren beugelkroon. 
De keerzijde is vlak. Men heeft zich bij de vorm van het ereteken laten inspireren door de sinds 1897 verleende Schietprijs van het Koninklijk Nederlandsch-Indisch Leger.
Het lint waaraan de onderscheiding werd gedragen heeft de kleur van de Nederlandse vlag. Op de baton droeg men een speld in de vorm van een gouden onklaar anker.